# HD91172
HD91172 — хімічно пекулярна зоря спектрального класу A4, що має видиму зоряну величину в смузі V приблизно  7,8.
Вона  розташована на відстані близько 474,1 світлових років від Сонця.